# Diocesi di Icosio
La diocesi di Icosio (in latino Dioecesis Icositana) è una sede soppressa e sede titolare soppressa della Chiesa cattolica.

## Storia
Icosium, nome romano dell'odierna città di Algeri in Algeria, è un'antica sede episcopale della provincia romana della Mauritania Cesariense.
Sono tre i vescovi noti di questa antica diocesi. Alla conferenza di Cartagine del 411, che vide riuniti assieme i vescovi cattolici e donatisti dell'Africa romana, partecipò il vescovo donatista Crescente, senza competitore cattolico.
Al concilio convocato a Cartagine dall'arcivescovo Aurelio nel 419, partecipò il vescovo Lorenzo Icositanus, come legato della Mauritania Cesariense. È probabilmente a lui che si riferisce sant'Agostino nella lettera 209, scritta attorno al 423 a papa Celestino I.
Infine terzo vescovo conosciuto è Vittore, che fu tra i prelati cattolici convocati a Cartagine dal re vandalo Unerico nel 484.
Nel Settecento, il titolo di Icosio venne assegnato come sede titolare in partibus. Venne soppresso il 10 agosto 1838 quando contestualmente fu eretta la diocesi di Algeri (oggi arcidiocesi).

## Cronotassi

### Vescovi residenti
- Crescente † (menzionato nel 411) (vescovo donatista)

- Lorenzo † (menzionato nel 419)
- Vittore † (menzionato nel 484)

### Vescovi titolari
- Manuel Tercero Rozas, O.S.A. † (26 novembre 1727 - 4 luglio 1752 deceduto)
- Aloisio Gandolfi, C.M. † (11 agosto 1815 - 10 agosto 1825 deceduto)
- Sant'Eugène-Charles-Joseph de Mazenod, O.M.I. † (1º ottobre 1832 - 2 ottobre 1837 nominato vescovo di Marsiglia)